# 蒙莫朗西 (印地安納州)
蒙莫朗西（英語：Montmorenci）是位於美國印地安納州蒂珀卡努縣的一個人口普查指定地區。該地的面積和人口皆未知。

## 地理
蒙莫朗西所處的海拔為高於海平面213米（即699英呎），而該地所採用的時區為UTC-5，即北美東部時區（EST）。同時該地設有夏令時間，為UTC-5調快一小時，即UTC-4（EDT）。